# Patrick Dassen
Patrick Dassen (Heerlen, 1961) is een Nederlands historicus en Duitsland-expert, momenteel werkzaam aan de Universiteit Leiden.

## Biografie
Dassen studeerde geschiedenis aan de Universiteit van Amsterdam en promoveerde in 1999 met een doctoraatsverhandeling getiteld "De onttovering van de Wereld. Max Weber en het probleem van de moderniteit in Duitsland 1890-1920". 
Hij was enige tijd werkzaam voor het Duitsland instituut te Amsterdam en de universiteiten van Groningen en Amsterdam. Sinds 2004 is hij verbonden aan de Universiteit van Leiden als docent Geschiedenis.

## Publicaties (selectie)
Hij schreef een 50-tal wetenschappelijke publicaties. Een selectie uit zijn werken: 
- De onttovering van de Wereld (1999)
- Sprong in het duister. Duitsland en de Eerste Wereldoorlog (2014), bekroond met de Arenbergprijs voor Europese Geschiedenis in 2016.[2]
- De Weimarrepubliek 1918-1933. Over de kwetsbaarheid van de democratie (2021),